# Minnesota Timberwolves 2009-2010
La stagione 2009-10 dei Minnesota Timberwolves fu la 21ª nella NBA per la franchigia.
I Minnesota Timberwolves arrivarono quinti nella Northwest Division della Western Conference con un record di 15-67, non qualificandosi per i play-off.

## Roster
| N° | Naz.                   | Ruolo | Sportivo            | Anno | Alt. | Peso |
| -- | ---------------------- | ----- | ------------------- | ---- | ---- | ---- |
| 1  | Stati Uniti (bandiera) | C     | Ryan Hollins        | 1984 | 213  | 104  |
| 3  | Stati Uniti (bandiera) | A     | Damien Wilkins      | 1980 | 198  | 102  |
| 4  | Ucraina (bandiera)     | C     | Oleksij Pečerov     | 1985 | 213  | 106  |
| 6  | Stati Uniti (bandiera) | G     | Jason Hart          | 1978 | 191  | 84   |
| 7  | Stati Uniti (bandiera) | G     | Ramon Sessions      | 1986 | 191  | 86   |
| 8  | Stati Uniti (bandiera) | A     | Ryan Gomes          | 1982 | 201  | 113  |
| 10 | Stati Uniti (bandiera) | G     | Jonny Flynn         | 1989 | 183  | 84   |
| 11 | Serbia (bandiera)      | GA    | Aleksandar Pavlović | 1983 | 203  | 100  |
| 14 | Stati Uniti (bandiera) | A     | Brian Cardinal      | 1977 | 203  | 111  |
| 15 | Australia (bandiera)   | A     | Nathan Jawai        | 1986 | 208  | 127  |
| 19 | Stati Uniti (bandiera) | G     | Wayne Ellington     | 1987 | 193  | 91   |
| 22 | Stati Uniti (bandiera) | A     | Corey Brewer        | 1986 | 206  | 84   |
| 25 | Stati Uniti (bandiera) | A     | Al Jefferson        | 1985 | 208  | 120  |
| 29 | Stati Uniti (bandiera) | A     | Alando Tucker       | 1984 | 198  | 93   |
| 35 | Serbia (bandiera)      | C     | Darko Miličić       | 1985 | 213  | 113  |
| 42 | Stati Uniti (bandiera) | A     | Kevin Love          | 1988 | 208  | 118  |

## Staff tecnico
- Allenatore: Kurt Rambis
- Vice-allenatori: Dave Wohl, Reggie Theus, Bill Laimbeer, J.B. Bickerstaff
- Vice-allenatore/scout: Brent Haskins
- Preparatore fisico: Dave Vitel
- Preparatore atletico: Gregg Farnam